# Hitman
 Denne artikel omhandler Hitman. Opslagsordet har også en anden betydning, se Hitman (film).
 For alternative betydninger, se Hitman (flertydig). (Se også artikler, som begynder med Hitman)
Hitman er en serie computerspil udviklet af det danske spilfirma IO Interactive og udgivet af den engelske udgiver Eidos Interactive.
Spillene omhandler den klonede/genmanipulerede Agent 47. Han er kendetegnet ved at bære et sort jakkesæt med rødt slips, altid at have glatbarberet hoved og ved at have en stregkode tatoveret i nakken. 
En stor del af spillet går ud på at bevæge sig ubemærket rundt. Dette kan gøres ved at snige sig forbi vagter, eller ved at uskadeliggøre personer og derefter bruge deres tøj som forklædning. Agent 47 råder også over et begrænset arsenal af lydløse våben, som f.eks. fiberwire, knive og giftsprøjter, der effektivt kan bruges til at eliminere vagter og øvrige personer af særlig interesse som f.eks. Fernando Delgardo i banen "A Vintage Year" fra Hitman Blood-Money.
Hvert spil i serien er delt op i missioner, som typisk går ud på at infiltrere et afgrænset, lukket eller bevogtet miljø for at dræbe én eller flere specifikke personer. Hovedsagligt består disse personer af narkohandlere, millionærer, krigsledere og andre kriminelle typer. Hvorvidt Agent 47 er 'god' eller 'ond' kan altså diskuteres, eftersom hans ofre altid selv er stærkt kriminelle. Der skal dog nævnes, at han ikke tøver med at dræbe uskyldige, hvis de på en eller anden måde skaber problemer for udførelsen af hans missioner.
Spillet lægger op til at spilleren dræber så få vagter og civile som muligt. Det er dog muligt for spilleren at myrde alle, skyldige som uskyldige. Straffen er lavere indtjening, (som i Hitman: Codename 47) eller dårligere ry (i de følgende spil). I Hitman: Blood Money straffes spilleren dog yderligere ved at vagternes opmærksomhed skærpes.
Hitman får altid stemplet "Blood and gore intense violence".

## Historie
I år 2000 udkom Hitman: Codename 47. Efter succesen med det første spil, begyndte IO Interactive at udvikle Hitman 2: Silent Assassin, som efter udgivelsen i 2002 ligeledes blev modtaget med succes.
I 2004 blev IO Interactive opkøbt af Eidos Interactive, men IO Interactive blev dog ved at eksistere som selvstændig enhed. I 2004 fulgte Hitman: Contracts, 26. maj 2006 Hitman: Blood Money, og 20. november 2012 Hitman: Absolution.

## Våben
Agent 47's primære våben er en fiberwire, som han bruger til at kvæle folk bagfra. Den er lavet af fiber for ikke at blive opfanget af metaldetektorer. Derudover råder han også over bedøvelses- og giftsprøjter, knive og slagvåben til lydløs uskadeliggørelse. 
Agent 47 har også en del tungere skydevåben klar hvis alt skulle gå galt. Enkelte er blevet omdøbt af juridiske årsager: 
Pistoler:
- To modificerede AMT Hardballers, (i spillet kaldet Silverballers).
- IMI Desert Eagle
- Beretta 92

Maskinpistoler:
- IMI Uzi
- Heckler & Koch MP5

Stormgevær:
- Kalasjnikov AK-47
- Colt M16A2
- Colt M4A1

Maskingeværet M60 er også med, og der forefindes også haglgeværer i almindelig, oversavet og semiautomatisk udgave. Det er også et bredt udvalg snigskytterifler at vælge mellem. Nogle af disse har lyddæmper og/eller kan pakkes ned i en kuffert, så man kan bære dem ubemærket. I det første Hitman spil (Codename 47) var det også muligt at finde et tromlegevær (på engelsk: Minigun), men kun i tre missioner ("Say Hello To My Little Friend", "Plutonium Runs Loose" og "Meet your brother"), og på godt gemte og svært tilgængelige steder. Dette er et meget effektivt våben, men der er også en bagside af medaljen: Man kan ikke løbe med den, den larmer, den tager et par sekunder at få i gang med at rulle, og den sluger hurtigt ammunitionen. Derfor er den ikke specielt egnet til brug i missionerne. Kan også findes i "Hitman: Contracts".

## Musik
Spillets musik, en blanding af orkestermusik og electronica, er komponeret af danske Jesper Kyd. 
For eksempel var de to første Hitman spil mest orkestralt, mens Hitman: Contracts Soundtrack var meget elektronisk baseret. Hitman: Blood Money var så en blanding af orkestermusikken og det elektroniske.

## Udgivelser
Det er indtil videre udgivet 8 spil i serien:
| Titel                     | år   | Format                                                    |
| ------------------------- | ---- | --------------------------------------------------------- |
| Hitman: Codename 47       | 2000 | PC                                                        |
| Hitman 2: Silent Assassin | 2002 | PC, Playstation 2, Gamecube, Xbox                         |
| Hitman: Contracts         | 2004 | PC, Playstation 2, Xbox                                   |
| Hitman: Blood Money       | 2006 | PC, Playstation 2, Xbox, Xbox 360                         |
| Hitman: Absolution        | 2012 | PC, Playstation 3, Xbox 360                               |
| Hitman                    | 2016 | PC, Playstation 4, Xbox One                               |
| Hitman 2                  | 2018 | PC, Playstation 4, Xbox One                               |
| Hitman 3                  | 2021 | PC, PlayStation 4, PlayStation 5, Xbox One, Xbox Series x |

## Film
Den 30 November 2007 var der premiere på spillefilmen Hitman, der er baseret på spillet. Filmen er instrueret af franskmanden Xavier Gens og har blandt andet den danske skuespiller Ulrich Thomsen på rollelisten. Timothy Olyphant spiller hovedrollen som Agent 47. 
Den 21 August 2015 var der premiere på en sekundær film; Hitman: Agent 47. 
Den 28. august 2007, blev der også udgivet en bog baseret på spillet, ved navn Hitman: Enemy Within.